# Only the Young
"Only the Young", também refereida como "Only the Young (Featured in Miss Americana)", é uma canção da cantora e compositora norte-americana Taylor Swift. Foi lançada pela Republic Records em 31 de janeiro de 2020, juntamente com Miss Americana, um documentário da Netflix que acompanha a vida e a carreira de Swift por vários anos, no qual a canção aparece nos créditos finais. Swift escreveu e produziu a canção juntamente com Joel Little.

## Antecedentes
Foi difícil ver tantas pessoas se sentirem como se tivessem examinado, feito tudo e tentado tanto. Vi a esperança de muitos jovens destruída. E achei isso particularmente trágico, porque os jovens são as pessoas que sentem os piores efeitos da violência armada, empréstimos estudantis e tentam descobrir como começar suas vidas e como pagar suas contas, e mudanças climáticas, e será que vamos para a guerra — todas essas situações horríveis que nos encontramos enfrentando agora.— Taylor Swift Variety (em inglês)
Swift escreveu a canção após as eleições nos Estados Unidos em 2018. Chris Willman, da revista Variety, chamou a canção de "um hino para os milênicos que podem ter saído desiludidos com o processo político". Antes das eleições, Swift quebrou seu silêncio político ao endossar dois democratas: o congressista Jim Cooper, para a reeleição na Câmara dos Deputados, e o ex-governador do Tennessee, Phil Bredesen, para o Senado. Swift também criticou o histórico de votação da oponente de Bredesen, a republicana Marsha Blackburn.
Na entrevista com Wilman, Swift revelou que impediu "Only the Young" de ser incluída em seu sétimo álbum de estúdio, Lover (2019). Ela também revelou que a canção fora coproduzida por Joel Little, e que a mesma não servirá como single.

## Créditos
Créditos adaptados do serviço Tidal.
- Taylor Swift – vocais, composição, produção
- Joel Little – produção, composição, programação, engenharia de gravação, teclado
- Emmie Little – vocais de apoio
- Lila Little – vocais de apoio
- Serban Ghenea – mixagem
- John Hanes – engenharia de mixagem
- John Rooney – assistente de engenharia de gravação

## Desempenho nas tabelas musicas
| Tabela musical (2020)                      | Melhor posição |
| ------------------------------------------ | -------------- |
| Austrália (ARIA)                           | 31             |
| Bélgica (Ultratop 50 de Flandres)          | 45             |
| Canadá (Canadian Hot 100)                  | 57             |
| Croácia (HRT)                              | 82             |
| República Tcheca (Singles Digitál Top 100) | 86             |
| Hungria (Rádiós Top 40)                    | 31             |
| Irlanda (IRMA)                             | 40             |
| Países Baixos (Single Tip)                 | 20             |
| Nova Zelândia (RMNZ)                       | 2              |
| Portugal (AFP)                             | 139            |
| Escócia (Official Charts Company)          | 13             |
| Eslováquia (IFPI)                          | 89             |
| Reino Unido (UK Singles Chart)             | 57             |
| Estados Unidos (Billboard Hot 100)         | 50             |

## Históricos de lançamentos
| País   | Data                  | Formato                    | Gravadora | Ref.   |
| ------ | --------------------- | -------------------------- | --------- | ------ |
| Vários | 31 de janeiro de 2020 | Download digital streaming | Republic  | [ 19 ] |